# Слога (лист)
Слога је био недељни политички лист, "лист за народне потребе и интересе" који је излазио у Сомбору од 1905. до 1914. године. Главни и одговорни уредник листа је био Коста Бугарски.

## Историјат
Засебно место на почетку 20. века у историји штампе у Сомбору имао је лист Слога.
Од независног политичког листа, који је покренут и дуже време издржаван приватним средствима, сомборска Слога се временом претворила у орган који је материјално помагала мађарска влада.
У првим годинама излажења Слога је лист који није припадао ни једној политичкој странци. Није имао дефинисан партијско-политички програм.
Група богатијих конзервативно оријентисаних сомборских интелектуалаца, адвоката, професора, учитеља, лекара, свештеника и земљишњих поседника, покренула су лист стога што је била незадовољна тадашњом српском штампом, њеним начином писања, програмима и начелима. Сматрали су да је српској читалачкој публици потребан лист који ће им понудити другачији садржај од оног који су доносили страначки листови. Из наслова листа се већ наговештавало на циљ којем је тежио.
Лист је радио на окупљању српске интелигенције – демократске оријентације.
Руковођени су схватањем да је тек уједињеној српској интелигенцији демократске оријентације дато право да преузме кормило целокупне српске политике.
Као провинцијски лист више пажње је поклањао локалним проблемима. Заступао је родољубиву политику, а повремено се упуштао у полемику са радикалима и њиховим листом Застава. Слога је временом надрасла провинцијски менталитет и стекла највећи број претплатника у Војводини у то време. Сем у Војводини, Слога је имала претплатнике и у Хрватској, Босни и Србији. Године 1912. Слога је дистрибуирана у 1.000 примерака.
Од 1909. године Слога је излазила и на повећаном броју страна. Од искључиво провинцијског листа, Слога је постала интересантнија и разноврснија. Увела је нове рубрике, доносила разне занимљиве вести и с пажњом пратила догађаје који су се тицали Срба у Монархији и српског народа у целини.
Због своје наклоности од 1910. године према влади у Пешти, једно време је лист добијао новчану помоћ. У сарадњи са њом и Странком рада повели су борбу против радикала. Нашли су се тако на владиној страни против опозиције, која је водила борбу за опште право гласа.
Лист Слога је тако излазио све до рата 1914. године.

### Периодичност  и ток излажења
Лист је излазио недељом.

### Изглед листа
Слога је штампана димензија 41 cm.

### Место и време издавања
Сомбор, од 19. новембра 1905. године до 2. августа 1914. године.

### Штампарија и издавач
Лист је штампан у штампарији Владимира П. Бајића.

## Рубрике
- Подлистак
- Записци
- Књижевни огласи
- Различитости
- Вести из места и околине
- Вести из српства и словенства

## Власник и уредник
Власник листа је био Стеван Бенин. Главни и одговорни уредник Коста Бугарски.